# Personnages de Metal Gear
Cette page recense les personnages qui apparaissent dans la série de jeux vidéo Metal Gear, créés par Hideo Kojima et dessinés par Yoji Shinkawa.

## Apparitions des personnages dans la saga

### Personnages principaux
Le tableau ci-dessous présente la liste des personnages principaux de l'univers Metal Gear ayant apparu physiquement.
| Chronologie            | Solid Snake  | Solid Snake | Solid Snake | Solid Snake | Solid Snake | Big Boss       | Big Boss      | Big Boss      | Big Boss       | Big Boss       |
| Chronologie            | MG (1987/90) | MG2 (1990)  | MGS (1998)  | MGS2 (2001) | MGS4 (2008) | MGS3 (2004/06) | MGS:PO (2006) | MGS:PW (2010) | MGSV:GZ (2014) | MGSV:PP (2015) |
| ---------------------- | ------------ | ----------- | ----------- | ----------- | ----------- | -------------- | ------------- | ------------- | -------------- | -------------- |
| Big Boss / Naked Snake | ✔️           | ✔️          |             |             | ✔️          | ✔️             | ✔️            | ✔️            | ✔️             | ✔️             |
| Solid Snake            | ✔️           | ✔️          | ✔️          | ✔️          | ✔️          |                |               |               |                |                |
| Liquid Snake           |              |             | ✔️          | [ N 2 ]     | [ N 2 ]     |                |               |               |                | ✔️             |
| Solidus Snake          |              |             |             | ✔️          | [ N 3 ]     |                |               |               |                |                |
| Venom Snake            | ✔️           |             |             |             |             |                |               |               | [ N 4 ]        | ✔️             |
| Ocelot                 |              |             | ✔️          | ✔️          | ✔️          | ✔️             | ✔️            |               |                | ✔️             |
| Kazuhira Miller        |              | [ N 5 ]     |             |             |             |                |               | ✔️            | ✔️             | ✔️             |

Notes
1. ↑  Le tableau ne présente donc pas les personnages qui ont été mentionnés dans les épisodes où ils n'apparaissent pas physiquement
2. 1 2  Liquid Snake n'apparait pas physiquement et directement dans Metal Gear Solid 2 & 4 (sauf flashback).
3. ↑  Solidus Snake apparait brièvement dans Metal Gear Solid 4: Guns of the Patriots bien qu'il soit méconnaissable.
4. ↑  Le personnage n'est pas encore né en tant que Venom Snake, mais existe sous les traits d'un des membres de « Militaires Sans Frontières » en tant qu'aide-soignant militaire.
5. ↑  Le personnage n'apparait pas physiquement, il est introduit dans Metal Gear 2: Solid Snake en tant qu'instructeur de survie sous le nom de McDonnell Miller.

### Liste des boss
| MGS                                                                                                  | MGS2                                                                                    | MGS3                                                                                            | MGS4 | MGSV                                   |
| --- | --------------------------------------------------------------------------------------- | ----------------------------------------------------------------------------------------------- | --- | -------------------------------------- |
| - Cyborg Ninja - Vulcan Raven - Sniper Wolf - Psycho Mantis - Hind D - Metal Gear REX - Liquid Snake | - Olga Gurlukovich - Fortune - Fatman - Harrier - Vamp - Metal Gear RAY - Solidus Snake | - Ocelot - The Pain - The Fear - The End - The Fury - The Sorrow - Volgin - Shagohod - The Boss | - Laughing Octopus - Raging Raven - Crying Wolf - Vamp - Metal Gear RAY - Screaming Mantis - Liquid Ocelot | - Man on Fire - Quiet - Sahelanthropus |

Boss
1. ↑  Membre du groupe FOXHOUND. Il est très grand et est capable de résister à des températures extrêmes. Communique avec les corbeaux. Il utilise une Gatling.
2. ↑  Membre de FOXHOUND. Superbe et très dangereuse. Elle est capable de rester une semaine sans bouger un muscle. Adore les loups. Elle est d'origine Kurde, Big Boss lui a offert la chance de pouvoir voir la guerre sous un autre angle: la visée de son PSG-1.
3. ↑  Membre de FOXHOUND, il possède des dons télépathiques et télékinésiques.
4. ↑  Leader de FOXHOUND dans Metal Gear Solid, puis affilié aux terroristes « Sons of Liberty » dans MGS2 sous le nom de Revolver Ocelot, Liquid ayant pris le contrôle d'Ocelot.
5. ↑  membre de l'armée privée de Sergei Gurlukovich dont elle est la fille puis membre du groupe terroriste « Sons of Liberty ». Elle sera tuée par Solidus Snake lorsqu'elle révélera son double jeu. Sa fille Sunny fut enlevée par les Patriotes à sa naissance et sera libérée par Raiden qui la confiera à Otacon qui devient son tuteur légal.
6. ↑  De son vrai nom Helena Dolph Jackson (ヘレナ・ドルフ・ジャクソン?), est membre de la Dead Cell et est la fille de Scott Dolph.
7. ↑  Membre de la Dead Cell, et ancien élève de Peter Stillman. Jeune, il passait son temps dans les rayons horlogerie des grands magasins, ainsi que dans l'atelier de son père. A fabriqué sa première bombe atomique à 10 ans. Il était un privilégié à Indian Head, un centre de formation pour démineurs.
8. ↑  Membre de la Dead Cell. Roumain, il manie les couteaux. Il est Bisexuel. Il a pris goût au sang lors de l'explosion causée par Peter Stillman. Il est resté pendant une semaine sous les décombres, un crucifix planté dans le corps. Il a survécu en se nourrissant du sang de ses congénères.
9. ↑  Chef du groupe de terroriste « Sons of Liberty ». Clone de Big Boss et héritier des gènes dominants. Président des États-Unis dans Metal Gear Solid durant les évènements de Shadow Moses.
10. ↑  Membre de Fox Hound durant les évènements de Shadow Moses, travaille en apparence pour Solidus Snake dans MGS2 et jeune Major du GRU dans MGS3. Dans Metal Gear Solid, Ocelot s'empare de la main de Liquid pour remplacer celle qu'il a perdue. L'esprit de Liquid Snake prend alors le contrôle du corps de Revolver Ocelot. Le personnage est alors nommé Liquid Ocelot. Ocelot est expert en interrogatoire et un tireur d'exception.
11. ↑  Membre de l'unité Cobra. Maîtrise les frelons. Il garde des frelons à l'intérieur de lui-même, ses « balles-abeilles » (Bullet Bees en anglais).
12. ↑  Membre de l'unité Cobra. Il a la capacité de se rendre invisible.
13. ↑  Membre de l'unité Cobra. Il est considéré comme le père des snipers modernes. Il communique avec la forêt et est capable d'utiliser la photosynthèse. Il utilise un Mosin-Nagant qu'il a lui-même modifié afin de pouvoir tirer des salves tranquillisantes, il y a aussi ajouté une poignet pistolet pour les parachutages. Il a plus de 100 ans, et il dort en attendant le combat.
14. ↑  Membre de l'unité Cobra. Il est équipé d'un Lance-Flammes au carburant de fusée liquide, et d'une combinaison offerte par Volgin.
15. ↑  Membre de l'unité Cobra. Ex-compagnon de The Boss, il est capable de communiquer avec les morts sur les champs de bataille, pour savoir qui remportera la victoire. Il est le père de Revolver Ocelot.
16. ↑  Colonel du GRU.Est connu en Occident sous le nom de Thunderbolt.
17. ↑  Soldat de légende, chef de l'unité Cobra. Connue en Russie sous le nom de Voyevoda. Ancien Mentor de Big Boss. Est la mère de Revolver Ocelot qu'elle a eu avec The Sorrow.
18. 1 2 3 4  Membre de l'unité « La Belle & la Bête ».

## Personnages principaux

### Solid Snake
Solid Snake (ソリッド・スネーク, Soriddo Sunēku) est le personnage principal, membre de Fox Hound dans Metal Gear, rappelé pour une mission dans Metal Gear 2: Solid Snake et Metal Gear Solid, membre également de « Philanthropy » dans Metal Gear Solid 2: Sons of Liberty et Metal Gear Solid 4: Guns of the Patriots. Il est l'un des Clones de Big Boss (Naked Snake) dans le projet « Les Enfants Terribles » avec Liquid Snake et Solidus Snake. Il est la fraction « imparfaite » du projet les enfants terribles. Ne compte comme ami que Roy Campbell et Otacon.

### Big Boss
Big Boss (ビッグ・ボス, Biggu Bosu) est connu comme étant « le plus grand soldat du vingtième siècle ». Dans le jeu original Metal Gear, Big Boss est le commandant de Solid Snake et le premier grand ennemi. Le passé du personnage est exploré dans Metal Gear Solid 3: Snake Eater en tant que membre des forces spéciales FOX sous le nom de code Naked Snake. C'est dans cet épisode qu'il gagne son titre de Big Boss en vainquant son mentor, The Boss. Après avoir été un outil gouvernemental, il fonde ses propres groupes de mercenaires : « FOXHOUND » et « Militaires Sans Frontières ». Dans Metal Gear Solid V: The Phantom Pain, il sert de modèle mental pour Venom Snake.

### Ocelot
Revolver Ocelot (リボルバー・オセロット, Riborubā Oserotto), aussi connu sous le nom de Shalashaska (シャラシャーシカ, Sharashāshika) ou encore Major Ocelot (オセロット少佐, Oserotto Shōsa), est un antagoniste récurrent de la saga, ennemi de Solid Snake et bras droit de Solidus Snake. Jouant un rôle majeur dans l'histoire générale, les intentions d'Ocelot durant la saga sont entourées de mystère…

### Raiden
Raiden (雷電), de son vrai nom Jack (ジャック, Jakku), est un enfant soldat de la première guerre civile libérienne, et le fils adoptif de Solidus Snake. Il est le deuxième personnage principal de Metal Gear Solid 2: Sons of Liberty, occupant la deuxième partie du jeu, la plus importante en termes de durée de vie. Raiden réapparaît dans Metal Gear Solid 4: Guns of the Patriots en tant que ninja cyborg dans une nouvelle version qui vient en aide à Old Snake. Il revient en tant que protagoniste dans Metal Gear Rising: Revengeance.

### Gray Fox
Gray Fox (グレイ・フォックス, Gurei Fokkusu), aussi connu sous le nom de Frank Jaeger (フランク・イェーガー, Furanku Yēgā) était un agent de haut rang de FOXHOUND. Apparu pour la première fois dans les jeux originaux de Metal Gear, il disparaît lors d'une mission précédant les événements du jeu. Sa dernière transmission est un message énigmatique disant simplement Metal Gear avant de revenir en ennemi de Solid Snake dans Metal Gear 2: Solid Snake. Dans Metal Gear Solid, il est ressuscité et apparaît comme le Ninja Cyborg pour affronter et aider Snake à plusieurs reprises avant d'être finalement tué par Liquid Snake.

### Otacon
Hal Emmerich (ハル・エメリッヒ, Haru Emerihhi), surnommé Otacon (オタコン, Otakon), est un personnage récurrent dans la série Metal Gear Solid et ami proche de Solid Snake. Il est introduit dans le premier Metal Gear Solid en tant qu'employé pour la société d'armement « ArmsTech » devenant le chef-ingénieur pour le projet Metal Gear REX. Par la suite, il fonde avec Solid Snake l'organisation « Philanthropy » dans le but de lutter contre les Metal Gear.

## Personnages secondaires

### Metal Gear
- Dr. Drago Pettrovich Madnar (ドラゴ・ペトロヴィッチ・マッドナー, Dorago Petorovitchi Maddonā?) (connu aussi sous le nom de Dr. Pettrovich Madnar dans la version MSX2 de Metal Gear 2: Solid Snake), est un ingénieur de l'Est chargé de créer le Metal Gear TX-55 et le TX-11. Il est également l'un des otages que Solid Snake doit sauver avec sa fille Ellen. Son nom est mentionné dans Metal Gear Solid 4: Guns of the Patriots en tant que scientifique qui a sauvé la vie de Raiden après avoir été transformé en cyborg[3],[4].

- Kyle Schneider (カイル・シュナイダー, Kairu Shunaidā?) est le leader d'un mouvement de résistance contre Outer Heaven dans Metal Gear, qui aide Solid Snake en tant que contact radio avec l'aide de ses collègues Diane et Jennifer. Il découvre l'identité du chef d'Outer Heaven, mais il est réduit au silence avant de pouvoir mentionner son nom. Dans Metal Gear 2, Schneider apparait sous l'apparence de Black Ninja (ブラック・ニンジャ, Burakku Ninja?) (Black Color (ブラック・カラー, Burakku Karā?) dans la version originale MSX2), un ninja high-tech au service de Zanzibar Land et le premier boss du jeu[3],[5].

### Metal Gear 2: Solid Snake
- Col. Roy Campbell (ロイ・キャンベル大佐, Roi Kyanberu Taisa?) (Roy Kyanbel dans la version MSX2) est le deuxième commandant de FOXHOUND, il sert Solid Snake de contact radio principal lui donnant des informations sur l'objectif de la mission et des conseils généraux sur le gameplay. Dans Metal Gear Solid, Campbell a plus qu'un intérêt personnel dans sa mission sur Shadow Moses, puisque sa fille Meryl Silverburgh, est détenue par le révolutionnaire de FOXHOUND, Liquid Snake.  Dans Metal Gear Solid 2: Sons of Liberty, il est le commandant de Raiden qui fournit un support via codec, qui se révélera plus tard être une I.A élaborée par le superordinateur GW dans l'Arsenal Gear pour les Patriotes. Dans Metal Gear Solid 4: Guns of the Patriots, Campbell envoie Old Snake dans une mission non officielle pour assassiner Liquid Ocelot afin de mettre un terme aux plans d'Ocelot, fournissant le moyen de transport de Snake pour achever la mission. Il est marié à Rosemary, ce qui provoque une rupture entre lui et Meryl (consciente que Campbell est son père). Cependant, le mariage est une imposture utilisée pour tromper les patriotes et protéger le fils de Rose (et Raiden), John[6].

- McDonnell Benedict Miller (マクドネル・ベネディクト・ミラー, Makudoneru Benedikuto Mirā?), était sur la version MSX2 de Metal Gear 2: Solid Snake, un homme typé asiatique avec des cheveux noirs. Les dernières versions de Metal Gear 2 ont repensé le design de Miller, il est représenté avec des cheveux blonds et des lunettes de soleil d'aviateur. Miller est américain ayant des origines japonaises de troisième génération qui a servi dans le Special Air Service, les Special Forces et le USMC. Introduit dans Metal Gear 2, Master Miller est membre de FOXHOUND et l'un des contacts radio de Solid Snake. Dans Metal Gear Solid, il a été assassiné trois jours avant les évènements du jeu, et son identité est usurpée par Liquid Snake pour manipuler Solid Snake[7],[8].

- Dr. Kio Marv (キオ・マルフ, Kio Marufu?) est un bio-technologiste tchécoslovaque et ancien concepteur de jeux vidéo. Marv crée avec succès une nouvelle espèce d'algues appelée OILIX qui pourrait produire des hydrocarbures de qualité pétrolière avec peu de frais et d'efforts. Solid Snake est mis à la retraite par le nouveau commandant de FOXHOUND, Roy Campbell, et est envoyé à Zanzibar Land pour sauver le Dr Marv. Cependant, il meurt de torture dans sa cellule et laisse derrière lui les plans d'OILIX que Snake doit trouver[9].

- Holly White (ホーリー・ホワイト, Hōrī Howaito?) (Horry White dans la version MSX2), est une journaliste indépendante. Née d'une mère française et d'un père britannique, elle s'intéresse à la littérature à un âge précoce et recevra plus tard le prix Pulitzer pour sa couverture en Afghanistan en plus un Emmy Awards pour son documentaire, « Unknown Bloodstream ». Sa nouvelle renommée lui attire finalement l'attention de la CIA. Elle infiltre Zanzibar Land en tant que journaliste et assiste Solid Snake au cours de la mission[10].

- Gustava Heffner (グスタヴァ・ヘフナー, Gusutava Hefunā?) ou Natasha Marcova (ナターシャ・マルコバァ, Natāsha Marukobaa?) pour la version MSX2, est une ancienne patineuse artistique professionnelle. Autrefois connue comme l'une des meilleures patineuses artistiques du monde (ayant participé aux championnats du monde et aux Jeux olympiques à son actif), Heffner a été dépouillée de ses droits de compétition après avoir été tentée de chercher asile politique au Canada avec Frank Jaeger. Elle tente de se racheter en rejoignant le StB (Czechoslovakia International Secret Police). Elle escorte le Dr Marv en Amérique quand les agents de Zanzibar Land détournent leur avion. Plus tard dans le jeu, elle rejoint Snake pour sauver le Dr Marv[11].

- George Kasler (ジョージ・ケスラー, Jōji Kesurā?), est le stratège et conseiller résident de FOXHOUND dont la carrière militaire inclut le service auprès de mercenaires d'Afrique du Sud et de la Légion étrangère française, plus un court séjour dans la négociation et la collecte de renseignements de combat. Il est également un vétéran de la guerre d'indépendance mercenaire de 1997 à Zanzibar, combattant l'armée de la CEI.

### Metal Gear Solid
- Naomi Hunter (ナオミ・ハンター, Naomi Hantā?) fait partie du staff médical de FOXHOUND, elle est spécialisée dans la thérapie génique basée sur la nanotechnologie. Étant la sœur adoptive de Gray Fox, elle va tenter de se venger de Solid Snake pour avoir tué son frère. Alors que le gouvernement lui demande de tester le FOXDIE sur Snake, elle modifie secrètement le virus avant de l'utiliser. Incertaine du moment quand le FOXDIE agira sur Snake, elle lui dit de vivre pleinement sa vie, peu importe le temps qu'il lui resterait. Par la suite, on apprend par Nastasha Romanenko que Naomi a été arrêtée pour trahison à la suite de l'incident de Shadow Moses jusqu'à son évasion[12].

- Mei Ling (メイ・リン, Mei Rin?) est une analyste de données sino-américaine chargée de sauvegarder les données du joueur dans Metal Gear Solid. Elle invente le système de communication sans fil de Solid Snake, la radio codec, ainsi que le Soliton Radar, qui détecte les positions et le champ de vision des soldats ennemis proches. Chaque fois que Snake sauvegarde, Mei Ling lui fournit des conseils à travers des proverbes chinois, ainsi que des citations d'auteurs occidentaux. Dans la version japonaise, Mei Ling ne citait que des proverbes chinois, elle citait le proverbe original en chinois et expliquait sa signification à Snake en japonais. Dans Metal Gear Solid 2: Sons of Liberty, Mei Ling fait partie de « Philanthropy », une organisation anti-Metal Gear, mais n'apparait pas physiquement dans le jeu. Dans Metal Gear Solid 4: Guns of the Patriots, Mei Ling commande le USS Missouri, un navire-musée transformé en navire d'entraînement, et fournit à Snake et à Otacon un soutien, grâce à ses relations avec le SSCEN[13].

- Meryl Silverburgh (メリル・シルバーバーグ, Meriru Shirubābāgu?) est la fille du Colonel Campbell et soldat dans Metal Gear Solid, elle est membre de l'unité Fox Hound dans Metal Gear Solid 4: Guns of the Patriots. Dans le premier Metal Gear Solid, lors de la fin du jeu avec Otacon, le Colonel Campbell avoue à Snake que Meryl n'est pas sa nièce mais sa fille[14].

- Decoy Octopus (デコイ・オクトパス?) est membre de FOXHOUND, il est spécialisé dans l'usurpation d'identité, il injecte même le sang de ceux qu'il incarne dans son propre corps pour un déguisement plus « parfait ». Il incarne Donald Anderson après que Revolver Ocelot tue le chef de la DARPA lors d'un interrogatoire[15].

### Metal Gear Solid 2: Sons of Liberty
- Richard Ames (リチャード・エイムズ, Richādo Eimuzu?) est un agent des Patriotes et ex-mari de Nastascha Romanenko. Il est l'un des personnages principaux du livre « In the Darkness of Shadow Moses : The Unofficial Truth ».

- Peter Stillman (ピーター・スティルマン, Pītā Sutiruman?) est un expert en explosif et ancien mentor de Fatman, il a travaillé dans le N.Y.P.D section déminage, puis comme instructeur à Indian Head. Il a accidentellement détruit une église en désamorçant une bombe. Depuis, il fait comme s'il avait été blessé lors de l'explosion. On le surnomme Pete Jambe-De-Bois.

- Colonel Sergei Gurlukovich (セルゲイ・ゴルルコビッチ, Serugei Gorurukobitchi?) est l'ancien chef des Spetznaz, devenu le chef d'une armée privée russe après l'incident de Shadow Moses. Il a grandi à Sneninzk, une ville rachetée par les Américains. Fanatique de l'époque soviétique, il espère redonner l’avantage militaire à la Russie par la technologie Metal Gear mais sera tué, trahi par Ocelot sur le Tanker.

### Metal Gear Solid 3: Snake Eater
- Donald Anderson dit « Sigint » (シギント?) est membre de soutien de l'unité FOX. SIGINT signifie « Signal Intelligence ». On le retrouve dans Metal Gear Solid comme chef du DARPA.
- Dr Clark dite « Para-Medic » est l'assistante médicale de Naked Snake durant la mission. Elle sera plus tard impliquée dans le projet « Les Enfants Terribles ».

## Personnages Hors-Série

### Metal Gear Solid: Ghost Babel
- Black Arts Viper : leader de la Black Chambers, c'est un illusionniste. Il a une prothèse au bras gauche.
- Augustine Eguabon : leader du GLF, ennemi de Solid Snake.
- Teliko Friedman : américo-japonaise, cette femme est chargée de sauver les otages. C'est aussi un personnage caché de Portable Ops.
- James Harks (alias Jimmy the Wizard) : adolescent génie détenu captif, il est forcé de participer au projet Babel.
- Christine Jenner : sergent de la Delta Force, elle aide Solid Snake dans sa mission.
- Thomas Koppelthorn : vice-président de SaintLogic. Dans Ghost Babel, Mei Ling tente de raconter à Snake une citation l'incluant mais il l'interromp. À noter que dans Metal Gear Solid 2: Substance, le Koppelthorn Engine est un logiciel de simulation de Réalité Virtuelle.
- Marionnette Owl : membre de la Black Chambers, c'est un ancien tueur en série. Marionnettiste de génie, il se bat à l'aide de deux pantis nommés Osan et Kohal.
- Brian McBride : contact de Solid Snake dans Ghost Babel et membre de la CIA.
- Sophie N'dram : seconde d'Eguabon, elle est membre du GLF et une ennemie de Solid Snake.
- Pyro Bison : membre de la Black Chambers, c'est un pyromane fou (semblable à The Fury).
- Ronard Lensenbrink (alias Weasel) : contact de Solid Snake dans Ghost Babel, c'est un ancien mercenaire qui le conseille sur les armes et l'équipement.
- Slasher Hawk : membre de la Black Chambers, il est amazonien et accompagné en permanence d'un faucon. Il se bat à l'aide de deux énormes boomerangs.

### Metal Gear Acid
- Constance Flemming (alias Minette Donnell) : fille de Constance Flemming, elle a été prise en otage dans le même vol que Viggo Hach.
- La Clown : assassin dont le sexe est inconnu, capable de changer son apparence à volonté.
- Alice Hazel : d'origine anglaise, elle est l'unique contact codec de Snake dans Metal Gear Acid.
- Jeff Jones (alias lieutenant Leone) : chef des terroristes, c'est un ancien membre de l'équipe de McCoy.
- Roger McCoy : ancienne connaissance de Roy Campbell, il travaille dans une agence de renseignements du New Jersey.
- Charles Schmeiser : agent de la CIA originaire du Canada qui travaille sous les ordres de McCoy.
- Lena Arrows : secrétaire de Viggo Hach.